# Eli, Sagar
Eli là một làng thuộc tehsil Sagar, huyện Shimoga, bang Karnataka, Ấn Độ.